# Bran (Charente-Maritime)
Bran település Franciaországban, Charente-Maritime megyében. Lakosainak száma 140 fő (2022. január 1.). Bran Baignes-Sainte-Radegonde, Chantillac és Vanzac községekkel határos.

## Népesség
A település népességének változása:
| Lakosok száma | 196  | 135  | 132  | 122  | 125  | 126  | 130  | 137  | 139  | 140  |
|               | 1968 | 1982 | 1990 | 2006 | 2013 | 2015 | 2017 | 2019 | 2020 | 2022 |